# CSU
CSU, Christlich-Soziale Union in Bayern (uttal (fil); svenska: "Kristsociala unionen i Bayern"), är ett konservativt kristdemokratiskt parti i det tyska förbundslandet Bayern. Det är även representerat i tyska förbundsdagen, där det ingår i den gemensamma kristdemokratiska partigruppen CDU/CSU. Ordförande för CSU är sedan 2019 Markus Söder.
Partiet ställer enbart upp till val i Bayern; i resten av Tyskland ställer systerpartiet CDU (Christlich Demokratische Union) upp till val. CSU anses stå mer åt höger än CDU, då det ännu starkare betonar konservativa värden.

## Historia

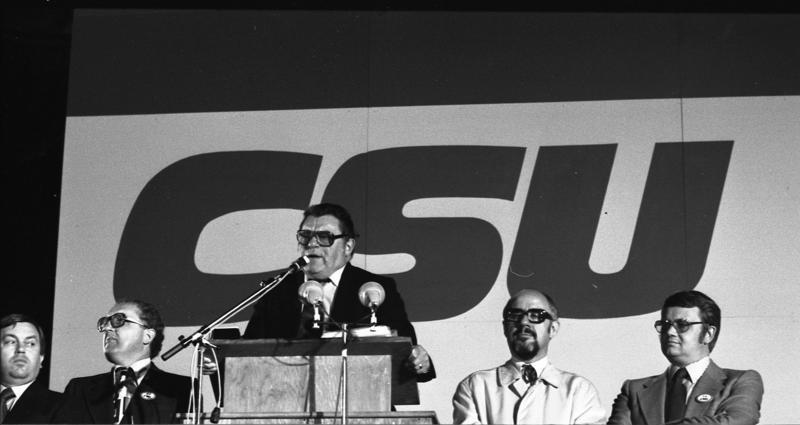
Franz Josef Strauss håller ett anförande under en valkampanj (1976).

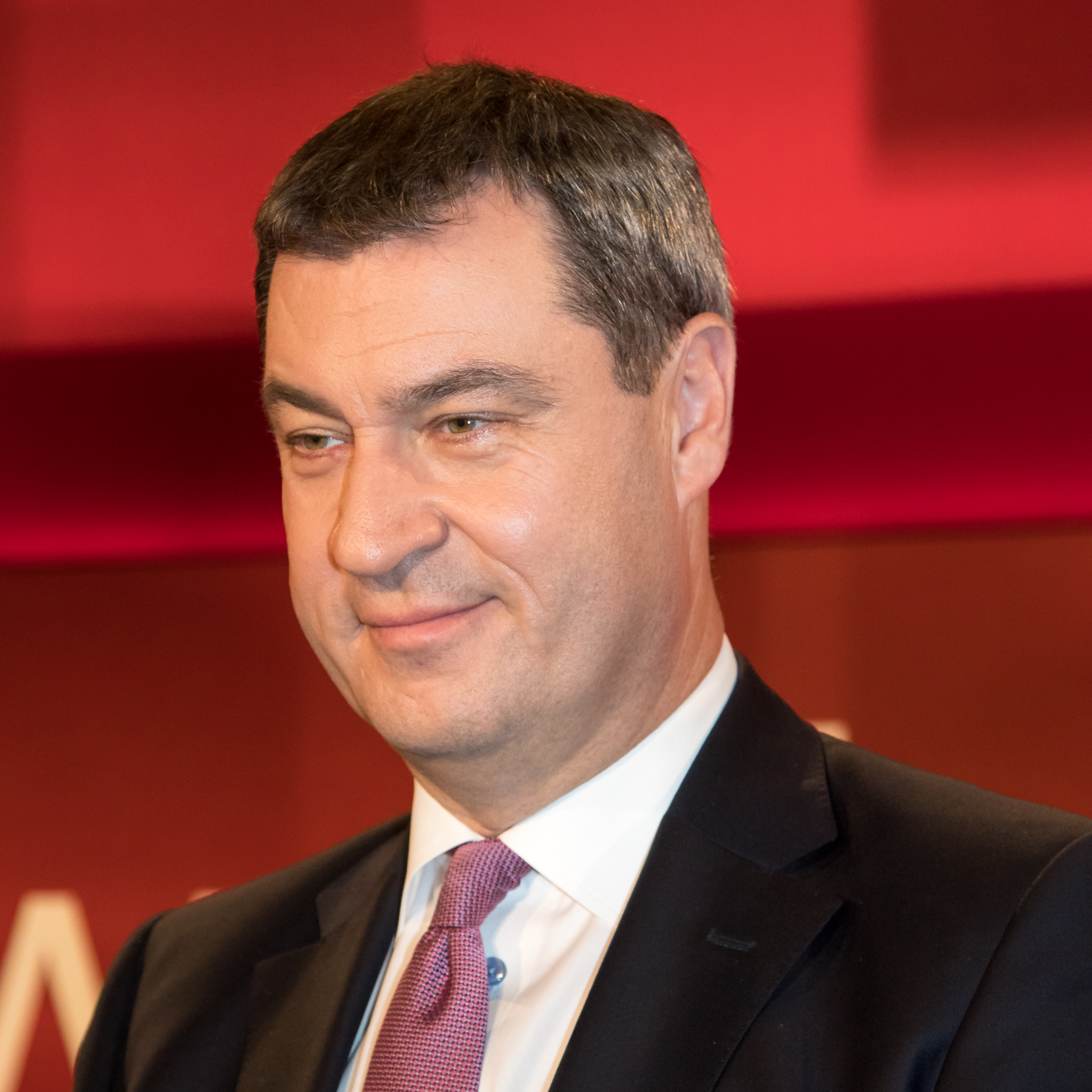
Markus Söder, 2017.

CSU har innehaft regeringsmakten i Bayern oavbrutet sedan 1957. Partiet hade 1962–2008 samt 2013–2018 egen majoritet i lantdagen.
Den 21 december 1946 utsågs CSU:s Hans Ehard till ministerpresident (regeringschef) i Bayern. Först ledde han en koalition med CSU, SPD och Wirtschaftliche Aufbau-Vereinigung, innan CSU bildade egen regering 1947.
År 1962 utnämndes Alfons Goppel till ny ministerpresident. Goppel var ministerpresident fram till 1978 och under Goppel gjorde CSU sitt hittills bästa valresultat i lantdagen då man 1974 fick 62,1 procent av rösterna. 
Den 7 november 1978 efterträdde Franz Josef Strauss Goppel som Bayerns ministerpresident. Han var ledamot av delstatens lantdag från samma år och fram till sin död. Under hans ministertid färdigställdes bland annat viktiga delar av Main–Donau-kanalen, ett projekt som bekämpades av miljöpolitiker. 
Strauss gav en miljardkredit till Östtyskland (DDR), vilket skapade uppståndelse i de egna leden. Strauss var tidigare en stor motståndare till närmanden till DDR. Det ledde till att partimedlemmar lämnade CSU och några under Franz Handlos ledning grundade partiet Republikanerna.
Theodor Waigel tog över som partiledare efter Strauss 1988. Waigel var finansminister i förbundsregeringen från 1989 fram till 1998 då CDU/CSU förlorade regeringsmakten. Ordförandeskapet i CSU lämnade Waigel över till Edmund Stoiber 1999.

## Kända CSU-politiker
- Günther Beckstein
- Erwin Huber
- Edmund Stoiber
- Franz Josef Strauss
- Theodor Waigel
- Hans Ehard
- Karl-Theodor zu Guttenberg
- Manfred Weber